# Marsdenia sprucei
Marsdenia sprucei är en oleanderväxtart som beskrevs av Rothe. Marsdenia sprucei ingår i släktet Marsdenia och familjen oleanderväxter. Inga underarter finns listade i Catalogue of Life.